# Симон (Виноградов)
Архиепископ Симон (в миру Серге́й Андре́евич Виногра́дов; 1876, Владимир, Российская империя — 24 февраля 1933, Шанхай, Китай) — архиерей Русской православной церкви заграницей, архиепископ Пекинский и Китайский (1931—1933), начальник 19-й Русской духовной миссии в Пекине.

## Биография
Родился в 1876 году в городе Владимире, в семье настоятеля Сретенской церкви священника Андрея Виноградова. В четыре года лишился матери, а в шесть лет — отца. Воспитывался бабушкой.
В 1891 году по первому разряду окончил Владимирское духовное училище и продолжил обучение во Владимирской духовной семинарии. В 1898 году поступил в Казанскую духовную академию.
В Казани он познакомился с известным подвижником преподобным Гавриилом Седмиозерским, который стал его духовником. Другим человеком, повлиявшим на жизнь Сергея Виноградова, стал ректор академии епископ Антоний (Храповицкий). 7 мая 1899 года, будучи студентом первого курса, ректором епископом Антонием (Храповицким) был пострижен в монашество с наречением имени Симон, а через два дня хиротонисан во иеродиакона. В 1901 году состоялась его хиротония в сан иеромонаха.
В 1902 году окончил духовную академию со степенью кандидата богословия, а 16 мая 1902 года сразу же после подавления Боксёрского восстания назначен членом духовной миссии в Китае, где на него легли вопросы восстановления деятельности православной миссии.
Резолюцией епископа Иннокентия от 13 апреля 1905 года член духовной миссии иеромонах Симон был назначен для заведования церковными делами в Ханькоу, впредь до назначения туда постоянного священника. Заведование Шанхайским отделением духовной миссии в отсутствие отца Симона поручено было послушнику миссии Иоанну Чопову. Иеромонах Симон (Виноградов) с трудом совмещал обязанности руководства паствой в Ханькоу и церковными делами в Шанхае и вскоре был заменён в Ханькоу священником Адрианом Турчинским.
В 1905—1919 годы служил в Шанхае. 15 августа 1907 года был возведён в сан архимандрита. В 1915 году был главным редактором журнала «Китайский благовестник» (выпуски 1-6), официального издания Русской духовной миссии в Китае.
В 1919—1920 годы служил настоятелем Благовещенского подворья Пекинской епархии в Харбине.
Проявлял особую заботу о беженцах, переехавших в Китай после революции и гражданской войны в России.
4/17 января 1922 года, согласно ходатайству начальника Русской духовной миссии в Пекине архиепископа Иннокентия, Высшее Русское Церковное Управление Заграницей постановило возвести архимандрита Симона в сан епископа Шанхайского, викария архиепископа Пекинского Иннокентия. 20 июня (3 июля) того же года решением Высшего Русского Церковного Управления Заграницей в связи с избранием архимандрита Ионы (Покровского) ещё одним викарием архиепископа Иннокентия переименован в первого викария этой епархии.
15 сентября того же года архиереи — участники Епископского совещания уже были в Харбине совершили наречение архимандрита Симона (Виноградова) во епископа Шанхайского, викария Пекинской епархии. Хиротония состоялась 4 (17) сентября в Свято-Николаевском соборе. Её совершали ее архиепископ Харбинский Мефодий (Герасимов), епископ Забайкальский Мелетий (Заборовский) и епископ Камчатский Нестор (Анисимов). Глава Пекинской миссии архиепископ Иннокентий в Харбин не приехал, видимо, из-за несогласий, связанных с устроением церковных дел в Маньчжурии.
17 сентября 1922 года по определению Зарубежного Архиерейского синода он был хиротонисан в Харбине в сан епископа Шанхайского, первого викария Пекинской епархии.
12 мая 1926 года приезжает в Шанхай, где под его руководством появились школы, больницы, здание миссии и другое.
26 июня 1931 года, со смертью митрополита Иннокентия (Фигуровского), был назначен Зарубежным синодом начальником миссии с возведением в сан архиепископа.
В середине февраля 1933 года, совершая закладку Шанхайского собора, сильно простудился и вследствие прогрессирования болезни скончался 24 февраля 1933 года. Тело его было перевезено в Пекин и погребено в склепе правой галереи храма Всех святых мучеников, рядом с местом погребения митрополита Иннокентия (Фигуровского).